# Polyrhachis inconspicua
Polyrhachis inconspicua é uma espécie de formiga do gênero Polyrhachis, pertencente à subfamília Formicinae.